# Torn - Strappati
Strappati (Torn) è un film documentario del 2015 diretto da Alessandro Gassmann, che racconta la vita degli artisti e rifugiati siriani incontrati dall'autore nel viaggio intrapreso con l'UNHCR, l'agenzia ONU per i rifugiati, nel campo di Zaatari, in Giordania, e a Beirut, in Libano.

## Descrizione
(Nour Shamma, artista e drammaturgo rifugiato siriano)
Il documentario racconta una delle più grandi tragedie della nostra era: la crisi siriana. Dopo 5 anni di guerra in Siria, metà della popolazione era stata costretta alla fuga. Oltre 6,5 milioni di persone erano sfollate all’interno del proprio paese, mentre 5.5 milioni si erano rifugiate nei paesi limitrofi. Tra loro anche i poeti, gli scrittori, i musicisti, i drammaturghi, gli attori, gli scultori, i registi e i pittori che Alessandro Gassmann, Ambasciatore di Buona Volontà dell'UNHCR, ha incontrato nella sua missione con l'agenzia ONU in Giordania e in Libano. Tra i tanti artisti che ripercorrono la loro vita nel documentario ci sono Mohammad, Nour, Alaa, Rasha e molti altri che, nonostante il rientro in una Siria pacificata appaia ancora lontano, ci mostrano che la vita non si ferma in attesa della possibilità di tornare a casa, rifiutando di essere raccontati come vittime e offrendo un nuovo punto di vista sulla capacità di resilienza di un intero popolo.
Torn è uno sguardo sulla vita di chi, strappato dalla propria terra, rimane aggrappato alle proprie radici, consapevole dell’importanza di preservare la propria identità e quella di una nazione intera attraverso l’espressione artistica.

## Distribuzione e riconoscimenti
Il documentario è stato presentato in anteprima mondiale alla 72ª Mostra Internazionale d’Arte Cinematografica di Venezia. Ha inoltre ricevuto un premio speciale nella sezione “Cinema del reale” dei Nastri d’Argento 2016.